# James Darren
James William Ercolani, conocido artísticamente como James Darren (Filadelfia, Pensilvania, 8 de junio de 1936-Los Ángeles, California, 2 de septiembre de 2024), fue un actor y cantante estadounidense. Fue popularmente reconocido por representar al personaje del doctor Tony Newman en la serie de televisión de fines de los años sesenta El túnel del tiempo.
Sin embargo, Darren ya se había hecho notorio con anterioridad gracias a su intervención protagonista en la película Los cañones de Navarone, junto a Gregory Peck, Anthony Quinn, David Niven e Irene Papas, así como en algunas películas juveniles. Después de El túnel del tiempo, participó como coestrella en la serie policial T. J. Hooker, junto a William Shatner. En la serie Star Trek: Deep Space Nine, interpretó a partir de la sexta temporada a Vic Fontaine, un personaje holográfico muy particular, con el que también pudo desplegar sus dotes de cantante. 
El 2 de septiembre de 2024, Darren falleció mientras dormía, en el Centro Médico Cedars-Sinaí de Los Ángeles a los 88 años.

## Discografía selecta

### Discos simples
- 1959: Gidget
- 1959: Angel Face
- 1961: Goodbye Cruel World (EE. UU. #3)
- 1962: Her Royal Majesty (EE. UU. #6)
- 1962: Conscience (EE. UU. #11)
- 1962: Mary's Little Lamb (EE. UU. #39)
- 1967: All (EE. UU. #35)
- 1977: You Take My Heart Away

### Álbumes musicales
- 1960: James Darren No. 1 (reeditado en 2004)
- 1961: Sings the Movies (Gidget Goes Hawaiian)
- 1962: Love Among the Young (reeditado en 2004)
- 1962: Sings for All Sizes
- 1963: Bye Bye Birdie (con The Marcels, Paul Petersen y Shelley Fabares)
- 1963: Teen-Age Triangle (con Shelley Fabares y Paul Petersen)
- 1964: More Teen-Age Triangle (con Paul Petersen y Shelley Fabares)
- 1967: All (reeditado en 2005)
- 1971: Mammy Blue
- 1972: Love Songs from the Movies
- 1994: The Best of James Darren
- 1999: This One's From the Heart
- 2001: Because of You

También existen algunos álbumes compilados.

## Filmografía parcial
- Rumble on the Docks (1956)
- Operation Mad Ball (1957)
- The Brothers Rico (1957)
- Gidget (1959)
- The Gene Krupa Story (1959)
- Los cañones de Navarone (1961) (The Guns of Navarone), de J. Lee Thompson.
- For Those Who Think Young (1964)
- El túnel del tiempo (1966 y 1967)
- Star Trek Deep Space Nine (1998 y 1999)
- Lucky (2017)